# Боярчук Марія Степанівна
Марія Степанівна Боярчук, до шлюбу Герасименко (22 квітня 1922, село Малі Будища Зіньківського повіту Полтавської губернії — 15 жовтня 1999, село Малі Будища Зіньківського району Полтавської області) — українська майстриня керамічного розпису.

## Походження
Дід по материнській лінії — Харитон Федорович Громовий (1865 — ?) був малобудищанським гончарем. Бабуся по материній лінії — Громова Настя Данилівна. Батьки були хліборобами. Батько — Степан Дмитрович (1897 — ?), мати — Варвара Харитонівна (1896 — ?).

## Біографічні дані
Після закінчення школи авчалася в Опішнянській керамічній школі художніх виробів (1939—1941). З 1951 до виходу на пенсію 1977 року працювала на Опішнянському заводі (до 1960 року — артіль) «Художній керамік». Займалася розписом гончарних виробів, використовуючи переважно рослинний орнамент.
Проживала у Малих Будищах.

## Нагороди, досягнення
Нагороджена:
- медаль «Ветеран праці»
- знак «Ударник 9-ї п'ятирічки»

Роботи Марії Боярчук експонувалися на обласних і республіканських виставках.